# Трговински блок
Трговински блок представља већу зону слободне трговине
која се заснива на једном или више споразума о таксама, царинама и трговини.